# Die Braut (1971)
Die Braut ist ein jugoslawischer animierter Kurzfilm von Borislav Šajtinac aus dem Jahr 1971.

## Handlung
Eine Braut steht in Brautkleid, mit Kranz und Blumenstrauß auf einer müllhaldenähnlichen Anlage vor einer Bank und wartet. Zahlreiche merkwürdige Personen gehen an ihr vorbei, ein Mann im Sarg, der sich selbst eingräbt, ein Mann ohne Kopf, einer mit drei Beinen, der Kunststücke vollführt, ein Blinder, der ihr einen Heiratsantrag macht, jedoch weit neben ihr kniet und weitere Personen, die von ihr ignoriert werden. Es wird Nacht und die Braut legt ihren Strauß ab und geht fort, kommt jedoch kurze Zeit später zurück. Am nächsten Morgen erhebt sie sich von der Bank, auf der nun ein Ei liegt. Die Schale platzt und aus dem Ei schlüpft ein Vogel, der sich schnell zu einem Schwan entwickelt. Die Braut wirft begeistert ihr Kleid ab und springt nackt auf den Schwan, der mit ihr davongeht.

## Auszeichnungen
Die Braut gewann 1971 den Grand Prix (später Cristal d’Annecy) des Festival d’Animation Annecy.